# 奈厄布拉勒縣 (懷俄明州)
奈厄布拉勒县（英語：Niobrara County）位于美国怀俄明州东部的县。根据2020年人口普查结果显示，该县人口为2,467人，是怀俄明州人口最少的县。奈厄布拉勒县的县治及最大城市皆为拉斯克，该县的西边与内布拉斯加州和南达科他州接壤。